# Manuel Roxas
Manuel Acuña Roxas (1 de gener de 1892 – 15 d'abril de 1948) va ser el primer president de la República de les Filipines. Va ser president des de la declaració d'independència el 1946 fins a la seva sobtada mort el 1948.